# Минниханов, Нургали Минниханович
Нургали Минниханович Минниханов (тат. Нургали Миңнехан улы Миңнеханов; 24 марта 1930, Игенче, Мамадышский кантон, Татарская АССР, РСФСР, СССР — 17 февраля 2001, Лесхоз, Сабинский район, Республика Татарстан, Российская Федерация) — советский и российский административно-хозяйственный работник, лесовод. Заслуженный лесовод РСФСР (1991), заслуженный лесовод ТАССР (1978). Лауреат Государственной премии Республики Татарстан в области науки и техники (2003, посмертно).

## Биография
Нургали Минниханович Минниханов родился 24 марта 1930 года в деревне Игенче Мамадышского кантона Татарской АССР. Из семьи колхозников. В годы Великой Отечественной войны вместе со взрослыми трудился на сельскохозяйственных и лесных работах в Мамадышском районе.
После школы поступил в лесной техникум в Лубянах, который окончил в 1950 году. Затем призван на военную службу, был моряком на Тихоокеанском флоте. После демобилизации с 1954 года работал помощником лесничего, затем лесничим Тюлячинского и Ново-Арышского лесничеств Кзыл-Юлдузского (в дальнейшем — Рыбно-Слободского) лесхоза. В 1956 году стал членом КПСС. В 1962 году назначен директором Сабинского лесхоза, а после объединения лесхозов и леспромхозов, в 1963 году стал директором Сабинского леспромхоза управления лесного хозяйства с центром в посёлке Лесхоз. В 1977 году окончил Казанский сельскохозяйственный институт.
Внёс значительный вклад в развитие лесного хозяйства Татарстана, чему посвятил всю свою трудовую жизнь. Под руководством Минниханова коллектив леспромхоза находился в авангарде выполнения производственных показателей плана развития лесного хозяйства, неоднократно занимал призовые места во всесоюзных социалистических соревнованиях, за высокие производственные достижения в 1983—1988 годах шесть раз награждался переходящим Красным Знаменем ЦК КПСС, Совета министров СССР, ВЦСПС, ЦК ВЛКСМ, а предприятие заносилось на Всесоюзную Доску почёта Выставки достижений народного хозяйства СССР. Активно занимался решением вопросов социального развития, превратив Лесхоз в образцово показательный населённый пункт с точки зрения развития инфраструктуры, в частности, по инициативе Минниханова в посёлках Сабинского леспромхоза строились жильё и дороги, появились новые производственные и культурно-бытовые объекты, например, собственные хлебопекарни, магазины, столовые, больница, детский сад, дом культуры, дом для престарелых республиканского значения.
Минниханову принадлежит большой вклад в становление и развитие Сабинского лесхоза, располагающегося на обширных территориях Арского, Балтасинского, Высокогорского, Кукморского, Мамадышского, Пестречинского, Сабинского и Тюлячинского районов, с преобладающими типами леса в виде ельников и пихтарников. За годы работы в лесхозе превратил его предприятие эффективного хозяйствования в школу передового опыта для специалистов лесного хозяйства не только Татарстана, но и страны в целом, заложив основу для дальнейшего развития производства по самолично разработанным методам повышения эффективности использования лесных ресурсов, полной переработки древесины и утилизации отходов, вдобавок к активной рационализаторской и научно-технической работе членов трудового коллектива.
Благодаря творческому подходу к работе и тесному научному сотрудничеству Минниханов стал одним из первых лесоводов-новаторов, внедривших в Татарстане на практике способ постепенно-выборочной рубки леса и метод безотходной технологии, заключавшийся в вырубке лишь спелых деревьев и применении оставшегося после заготовки леса в производстве товаров народного потребления довольно широкого ассортимента. Данный метод работы, именуемый «сабинским», позволил осуществлять глубокую переработку почти ста процентов древесины, а также укрепить состояние лесного фонда Татарстана и возродить в нём коренные лесообразущие хвойные породы. Как талантливый учитель-педагог, пользовался авторитетом и уважением в лесной отрасли, воспитал плеяду продолжателей своего дела и фактически создал целую школу миннихановских лесоводов.
Леспромхозом руководил до 1990 года, почти 30 лет, когда вышел на пенсию, после чего возглавил школу передового опыта леспромхоза при министерстве лесного хозяйства Республики Татарстан. В 1991 году был избран председателем исполнительного комитета Мешинского сельского Совета народных депутатов, образованного в Лесхозе на базе Мешинского сельского поселения Сабинского района, а в 1995 году — председателем Мешинского Совета местного самоуправления. На этом посту находился до своей смерти.
Нургали Минниханович Минниханов скончался 17 февраля 2001 года после тяжёлой болезни в посёлке Лесхоз. Похоронен там же.

## Награды
- Почётное звание «Заслуженный лесовод РСФСР» (1991 год), почётное звание «Заслуженный лесовод ТАССР[тат.]» (1978 год)[19][1].
- Ордена Октябрьской Революции, «Знак Почёта», медали, в том числе, «За доблестный труд в ознаменование 100-летия со дня рождения В.И. Ленина», «За доблестный труд в Великой Отечественной войне 1941—1945 гг.», «Ветеран труда», а также золотая и бронзовая медали ВДНХ СССР[1][3][17].
- Государственная премия Республики Татарстан в области науки и техники (2003 год, посмертно) — за работу «Разработка и широкое внедрение в производство прогрессивных, ресурсосберегающих способов рубки леса, организация глубокой переработки мягколиственной и мелкотоварной древесины, ускоренное воспроизводство еловой формации Сабинского лесхоза»[1][21].

## Личная жизнь
Жена — Васига Мубаразяковна (урожд. Агламзянова, род. 1931), работала воспитателем в детском саду Лесхоза, затем специалистом в леспромхозе. Трое детей — сыновья:
- Рифкат (род. 1955) — начальник управления ГИБДД Министерства внутренних дел по Республике Татарстан (1997—2016), доктор технических наук (2000), профессор (2004), член-корреспондент Академии наук Республики Татарстан (2016)[25].
- Рустам (род. 1957) — председатель правительства Республики Татарстан[тат.] (1998—2010), Глава - Раис Республики Татарстан (2010—н. в.), доктор экономических наук (2003)[26].
- Раис (род. 1961) — глава Сабинского муниципального района (2006—н. в.), кандидат сельскохозяйственных наук (2002)[27].

Дружил с М. Ш. Шаймиевым, президентом Республики Татарстан, с чем в прессе связывали дальнейшее быстрое карьерное продвижение братьев Миннихановых.

## Память

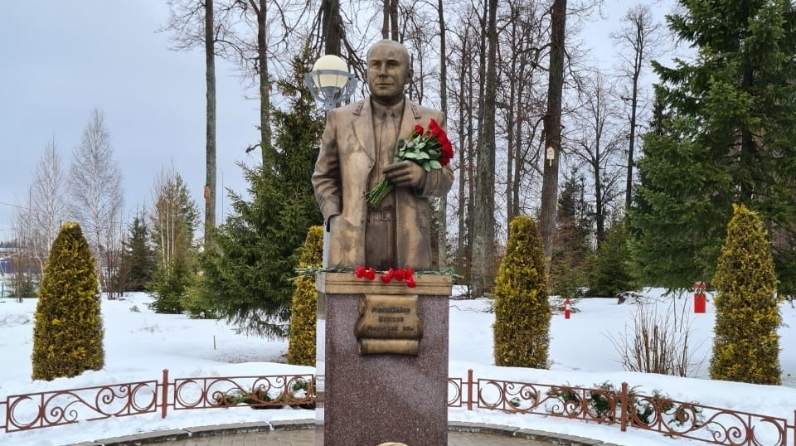
Памятник Минниханову в Лесхозе

В 2001 году в посёлке Лесхоз был установлен бюст Минниханова. Его именем названа улица в Лесхозе, а также располагающиеся там дендрологический сад и санаторий-профилакторий «Нур». Личные вещи Минниханова выставлены в поселковом музее истории лесного хозяйства.
В посёлке Богатые Сабы каждый год проводится мемориальный турнир имени Минниханова по настольному теннису, являющийся квалификационным этапом для кандидатов в мастера спорта России и для отбора в сборные команды Татарстана. В Лесхозе также проводится чемпионат района по шахматам среди юношей и взрослых имени Минниханова.